# Google Data Liberation Front
Google Data Liberation Front là một nhóm kỹ sư thuộc Google có nhiệm vụ là "giúp người dùng dễ dàng mang dữ liệu vào và ra khỏi các dịch vụ của Google". Hiện tại nhóm này hỗ trợ việc lấy dữ liệu ra từ 25 dịch vụ của Google. Nhóm này được thành lập để đảm bảo rằng các cá nhân và công ty sử dụng các dịch vụ của Google đều có thể lấy dữ liệu của họ trước khi chấm dứt sử dụng dịch vu của Google..

## Google Takeout
Sau 4 năm nghiên cứu tời năm 2007 tới năm 2012, nhóm đã cho ra sản phẫn đầu tiên mang tên Google Takeout, cho phép người dùng tải về tất cả dữ liệu của họ ở mọi thời điểm
Google Takeout đã bị chỉ trích vì dịch vụ hiện tại chưa cho phép lây dữ liệu từ nhiều dịch vụ của Google
| Dịch vụ                    | Ngày được hỗ trợ    | Chú thích |
| -------------------------- | ------------------- | --------- |
| Google Buzz                | 28 tháng 6 năm 2011 |           |
| Google Circles và Contacts | 28 tháng 6 năm 2011 |           |
| Picasa                     | 28 tháng 6 năm 2011 |           |
| Google Profile             | 28 tháng 6 năm 2011 |           |
| Google Stream              | 28 tháng 6 năm 2011 |           |
| +1                         | 15 tháng 7 năm 2011 |           |
| Google Voice               | 6 tháng 9 năm 2011  |           |
| Google Docs                | 24 tháng 1 năm 2012 |           |
| Youtube                    | 26 tháng 9 năm 2012 |           |